# Anton Westerlin
Anton Westerlin Kjeldsen (født 1994 i København), bedre kendt som Anton Westerlin er en dansk producer og musiker, der siden 2018 professionelt har produceret musik for nogle af Danmarks største kunstnere. Heriblandt Lamin, Artigeardit, KESI og Tessa. Han er blandt andet kendt for sange som "Er Her" (Artigeardit & KESI), "Gode dage, gode drinks" (Lamin) og "Vågen" (Artigeardit & Lamin). Siden 2024 har han udgivet freestyles i eget navn fra hans YouTube-program "Bag Gardinerne", hvor han blandt andet har udgivet med Lamin, Kundo og Benny Jamz.Den første single, "Chanel Freestyle" med Lamin, nåede nummer 1 på hitlisten på sin første uge.
Westerlin teasede i en YouTube-video på kanalen "Sondergaard", at han snart ville begynde et stort projekt i eget navn. Den 24. januar 2025 udgav han med den danske sanger Annika den første single fra albummet, "Blodigt". Den fik 4 ud af 6 stjerner af Soundvenue, der blandt andet beskrev den som "En flirtende, let soulet house-skæring". Sangen blev første gang spillet på Søpavillonen i København, da Annika sang "Blodigt" live under Westerlins DJ-set.Den debuterede på den danske hitliste som nummer 1, den. 5. februar 2025.Sangen opnåede guld-certificering den 8. marts 2025 med 4,5 millioner enheder (salg + streaming).
Den 24. februar 2025, lagde Westerlin et preview op på YouTube af sangen "Entré" med Lamin og Ozzy. Sangen blev spillet tidligere live af Westerlin med Lamin og Ozzy i Forum på Frederiksberg.Den blev udgivet den 7. marts 2025, som den anden single fra hans kommende album.Ligesom "Blodigt", debuterede "Entré" på den danske hitliste som nummer 1, den 19. marts samme år.
Den 15. maj 2025 udgav Westerlin den tredje og sidste single fra sit album "Handsome" med vokaler fra Benjamin Hav, JOSVA og Gilli. Westerlins debutalbum "Godaften" blev udgivet den 23. maj 2025.Albummet indeholder 25 features fra blandt andet Lamin, Artigeardit, Mille, MAS og KESI.
Han begyndte sæson 2 af Bag Gardinerne den 7. juli 2025 med Artigeardit foran Orange Scene på Roskilde Festival. Freestylen "Hvad Forventer De Freestyle" blev udgivet den 18. juli 2025.

## Diskografi

### Album
| Titel      | Albumdetaljer                                              | Højeste placering | Certificering |
| ---------- | ---------------------------------------------------------- | ----------------- | ------------- |
| Titel      | Albumdetaljer                                              | Danmark           | Certificering |
| "Godaften" | - Udgivet: 23. maj 2025 - Selskab: Universal Music Denmark | 1                 | Platin        |

### Singler
| Titel                                           | Singledetaljer                                                | Højeste placering | Certificering | Album    |
| ----------------------------------------------- | ------------------------------------------------------------- | ----------------- | ------------- | -------- |
| Titel                                           | Singledetaljer                                                | Danmark           | Certificering | Album    |
| "Chanel Freestyle" (med Lamin)                  | - Udgivet: 26. april 2024 - Selskabet: Bag Gardinerne         | 1                 | Platin        | Ingen    |
| "Bellingham Freestyle" (med Kundo)              | - Udgivet: 18. juli 2024 - Selskab: Bag Gardinerne            | 25                | Guld          | Ingen    |
| "Barn Af Byen Freestyle" (med KESI)             | - Udgivet: 6. september 2024 - Selskab: Bag Gardinerne        | 25                | Ingen         | Ingen    |
| "2 Stepper Freestyle" (med Benny Jamz)          | - Udgivet: 27. december 2024 - Selskab: Bag Gardinerne        | 6                 | Ingen         | Ingen    |
| "Blodigt" (feat. Annika)                        | - Udgivet: 24. januar 2025 - Selskab: Universal Music Denmark | 1                 | Platin        | Godaften |
| "Entré" (feat. Lamin & Ozzy)                    | - Udgivet: 7. marts 2025 - Selskab: Universal Music Denmark   | 1                 | Guld          | Godaften |
| "Handsome" (feat. Benjamin Hav, JOSVA og Gilli) | - Udgivet: 15. maj 2025 - Selskab: Universal Music Denmark    | 4                 | Ingen         | Godaften |
| "Hvad Forventer De Freestyle"                   | - Udgivet: 18. juli 2025 - Selskab: Bag Gardinerne            | -                 | Ingen         | Ingen    |